# کله جوب حاج علی
کله جوب حاج علی (آرین)، روستایی از توابع بخش چغلوندی  شهرستان خرم‌آباد در استان لرستان ایران است. روستایی زیبا در منطقه ای کوهستانی کنار رودخانه باباعلی(بوالی) .دارای آب هوای متعدل  با پوشش گیاهی مختلف  در دو کیلومتری  سد  انحرافی کاسیان. فاصله روستا تا بخش حدود ۳کیلومتر.

## جمعیت
این روستا در دهستان بیرانوند جنوبی قرار دارد و براساس سرشماری مرکز آمار ایران در سال ۱۳۸۵، جمعیت آن ۳۱ نفر (۷خانوار) بوده‌است.